# 薩伏依的朱塞佩
薩伏依的朱塞佩（義大利語：Giuseppe di Savoia，1766年10月5日—1802年10月29日），阿斯蒂伯爵，薩丁尼亞國王维托里奥·阿梅迪奥三世的幼子。
朱塞佩於1802年去世，死後葬在阿爾蓋羅主教座堂。